# Вид Мурнау с церковью
«Вид Мурнау с церковью» (нем. Blick auf Murnau mit Kirche, нидерл. Zicht op Murnau met kerk) — абстрактная картина русского художника Василия Кандинского, написанная в 1910 году и хранящаяся в частной коллекции.

## История
Полотно создано в 1910 году в период жизни художника в Мурнау-ам-Штаффельзе в Баварии под прямым влиянием многолетней спутницы мастера Габриэле Мюнтер и дружбы автора с Марианной Верёвкиной и Алексеем Явленским.
В 2015 году началась равная по огласке со случаем Портрета Адели Блох-Бауэр I Густава Климта история реституции полотна семье покойной берлинской коллекционерши Йоханны Маргарет Штерн-Липпманн, погибшей в период Холокоста, из музея Ван Аббе в Эйндховене, Нидерланды с 1951 года. Получив предварительное одобрение, семья и муниципалитет Эйндховена обратились в Комитет по реституции правительства Нидерландов, чтобы вынести решение по этому вопросу. В январе 2018 года Комитет постановил не возвращать произведение искусства семье, поскольку не смог установить достаточную информацию о периоде времени, когда Штерн-Липпманн утратила право собственности на картину.
Семья Штерн-Липпманн подала в Комитет по реституции второй запрос на владение произведением искусства в 2019 году. Комитет по реституции сообщил в своем заявлении, что после дополнительного расследования, которое было отложено из-за пандемии COVID-19, недавно было принято решение вернуть картину семье, поскольку появились новые факты о праве собственности Штерн-Липпманн на картину. Комитет «пришёл к выводу, что весьма вероятно, что работа происходила из семейной коллекции, и имеются достаточные доказательства того, что семья утратила её против своей воли из-за обстоятельств, напрямую связанных с нацистским режимом», — заявили в музее Ван Аббе.Комитет также пояснил в своем постановлении, что, поскольку Штерн-Липпманн подвергалась преследованиям во время Второй мировой войны за то, что была еврейкой, утрата её произведений искусства в тот период считается «недобровольной» на основании политики реституции голландского правительства.
«Уместно, что этот длительный процесс теперь подошёл к концу», — сказала Анастасия ван Геннип, коммерческий директор музея. «Мнение Комитета по реституции является ясным и обязательным. Мы организуем передачу, проконсультировавшись с семьёй, как можно скорее. И муниципалитет, и музей всегда придерживались мнения, что в таких случаях должно восторжествовать правосудие. Мы участвовали во всех расследованиях с открытым умом и сотрудничали в них вместе с семьей».